# Oskova, Banovići
Oskova je naselje v občini Banovići, Bosna in Hercegovina. 

## Deli naselja
Oskova.

## Prebivalstvo
| Pregled števila prebivalcev po letih | Pregled števila prebivalcev po letih | Pregled števila prebivalcev po letih | Pregled števila prebivalcev po letih | Pregled števila prebivalcev po letih | Pregled števila prebivalcev po letih |
| ------------------------------------ | ------------------------------------ | ------------------------------------ | ------------------------------------ | ------------------------------------ | ------------------------------------ |
| 1948                                 | 1953                                 | 1961                                 | 1971                                 | 1981                                 | 1991                                 |
| -                                    | -                                    | -                                    | 477                                  | 497                                  | 558                                  |

| Narodna sestava prebivalstva po letih                                                                                             | Narodna sestava prebivalstva po letih                                                                                               | Narodna sestava prebivalstva po letih                                                                                            |
| --- | --- | --- |
| 1971 | 1981 | 1991 |
| . skupaj: 477 Srbi 225 (47,16 %) Muslimani 103 (21,59 %) Hrvati 84 (17,61 %) Jugoslovani 57 (11,94 %) drugi in neznano 8 (1,67 %) | . skupaj: 497 Muslimani 167 (33,60 %) Srbi 142 (28,57 %) Hrvati 54 (10,86 %) Jugoslovani 114 (22,93 %) drugi in neznano 20 (4,02 %) | . skupaj: 558 Muslimani 279 (50,00 %) Srbi 96 (17,20 %) Hrvati 41 (7,34 %) Jugoslovani 137 (24,55 %) drugi in neznano 5 (0,89 %) |